# Senta Baldamus
Senta Baldamus (* 14. Oktober 1920 in Breslau; † 26. Januar 2001 in Berlin) war eine deutsche Bildhauerin.

## Leben
Senta Baldamus stammt aus der Familie Hildebrandt aus Berlin-Schöneberg. Sie studierte 1940/41 Bildhauerei an der Staatlichen Hochschule für bildende Künste in Berlin-Charlottenburg und 1941/42 bei Bernhard Bleeker an der Akademie der Bildenden Künste München. 1950 siedelte sie nach Berlin-Pankow über und richtete hier ein Atelier ein. Sie schuf zahlreiche Porträtbüsten und seit 1970 Großplastiken für den öffentlichen Raum u. a. in Berlin, Halle-Neustadt, Leipzig, Magdeburg und Schwerin und illustrierte auch Bücher ihres Ehepartners, des Mediziners Ulrich Baldamus. Senta Baldamus war außerhalb der DDR auch auf Ausstellungen in Bagdad, Belgrad, Brüssel, Helsinki, Moskau und Oslo vertreten.
Im Jahr 1991 erblindete Senta Baldamus infolge einer fortschreitenden Krankheit und musste ihre Tätigkeit aufgeben.
Senta Baldamus war verheiratet und hatte zwei Töchter – Ulrike und Dietlind, beide inzwischen ebenfalls verheiratet – sowie einen Sohn Jürgen.

## Werksübersicht (Auswahl)
- Erich Weinert, Gipsmodell für Bronzebüste (1951)[5]
- Knabenakt, Bronze (1956), Berlin-Biesdorf im Kulturpark[5]
- Abstrakte Figur, Stein (1957)[5]
- Bronzebüsten für Karl Foerster (1961–1974), Peter Joseph Lenné (1964), Charles Darwin und Carl von Linné – im Tierpark Berlin
- Brunnen Frühling im Lenné-Tempel des Tierparks Berlin (1961–1964)[6]
- Der Agitator, Bronze (1967), Anemonenstraße, vor dem Flatow-Gymnasium in Berlin-Köpenick[7]
- Lesende (Gruppenplastik), Bronze (1971) in Berlin-Altglienicke, Rudower Chaussee 81, im Besitz des Oberstufenzentrums Bau/Holz[7]
- Staffelläufer, Bronze (1975), Leipzig, Friedrich-Ludwig-Jahn-Allee, Vorplatz der Sportwissenschaftlichen Fakultät der Universität Leipzig (ehem. Sportmedizinisches Institut der Deutschen Hochschule für Körperkultur)[8]
- Jugend der Welt, auch Solidarität oder Völkerfreundschaft genannt, eine 3,38 Meter hohe Bronzegruppe (1978–1982), bestehend aus drei Männern und zwei jungen Frauen. Standort Berlin-Karlshorst, Römerweg / Ecke Treskowallee, vor dem Studentenwohnheim der ehemaligen Hochschule für Ökonomie. Die fünf jungen Menschen stehen symbolisch für die fünf (bewohnten) Kontinente der Erde, denn sie tragen typische Kleidung bzw. besitzen die entsprechende Physiognomie.[9][10]
- Freizeit und Lebensfreude, (Gruppenplastik) Bronze/Beton (1988), in Berlin-Baumschulenweg, Neue Krugallee 142[7]
- Lebensfreude, 4 Meter große Bronzeplastik eines nackten Tanzpaares, im Garten des Kronprinzenpalais (Berlin)’ Unter den Linden, Berlin-Mitte[5]
- Sportlerin mit Reifen, 2,80 Meter großer Bronzeguss (ohne Reifen, in Sportschule Kienbaum)[5]
- Handballspielerinnen, 2,30 Meter groß, Bronze, Kulturpark an der Stadthalle Neubrandenburg[5]
- Arbeitergespräch, Bronze (1981), zunächst am Segelfliegerdamm in Berlin-Treptow, nach 1990 versetzt nach Berlin-Reinickendorf, Holzhauser Straße 165
- Brunnen der Jugend (1975–1999) am Stadtplatz Wartenberger Straße / Wustrower Straße in Berlin-Neu-Hohenschönhausen

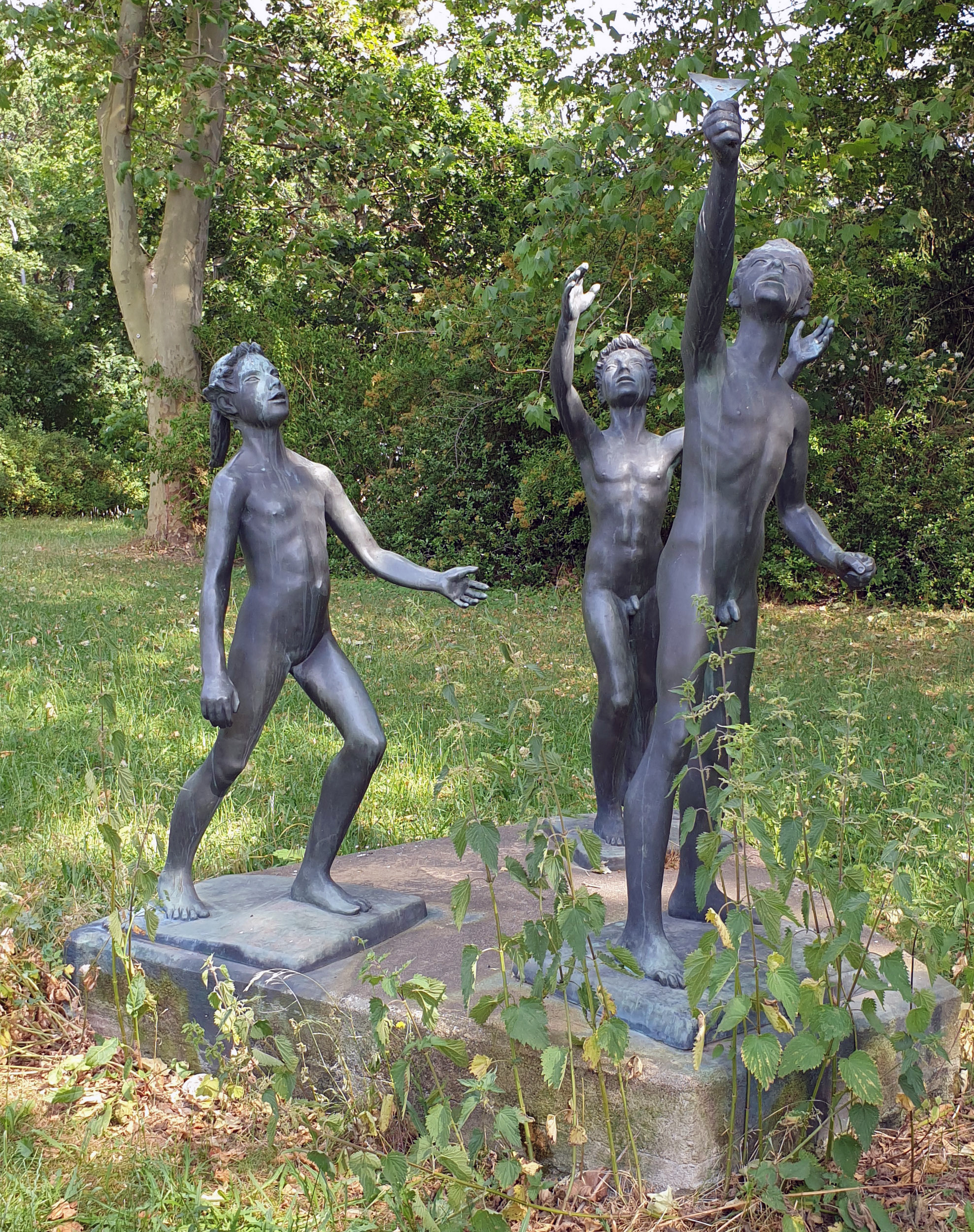
„Freizeit und Lebensfreude“ Berlin-Baumschulenweg
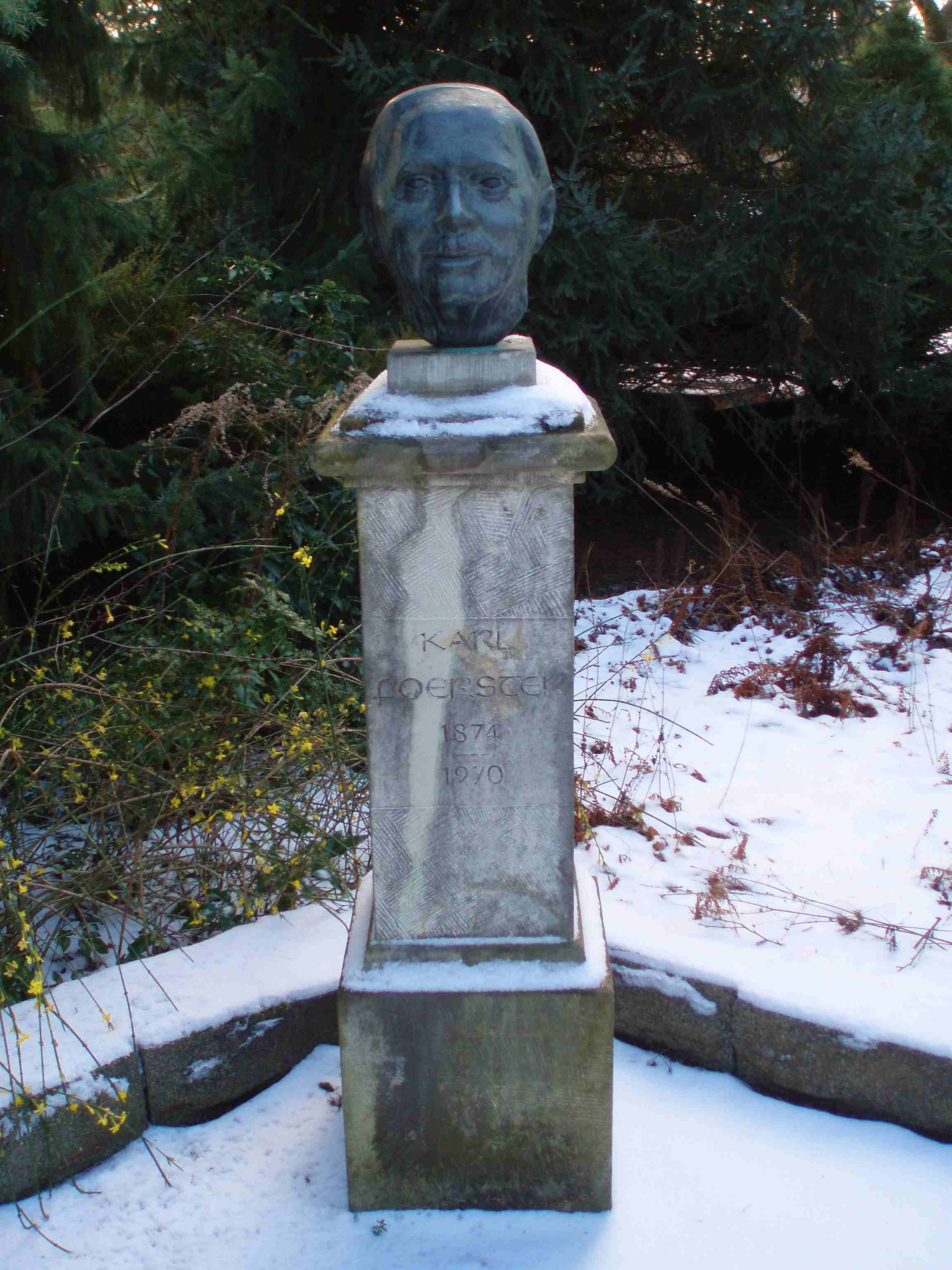
„Karl-Foerster-Denkmal“ Tierpark Berlin
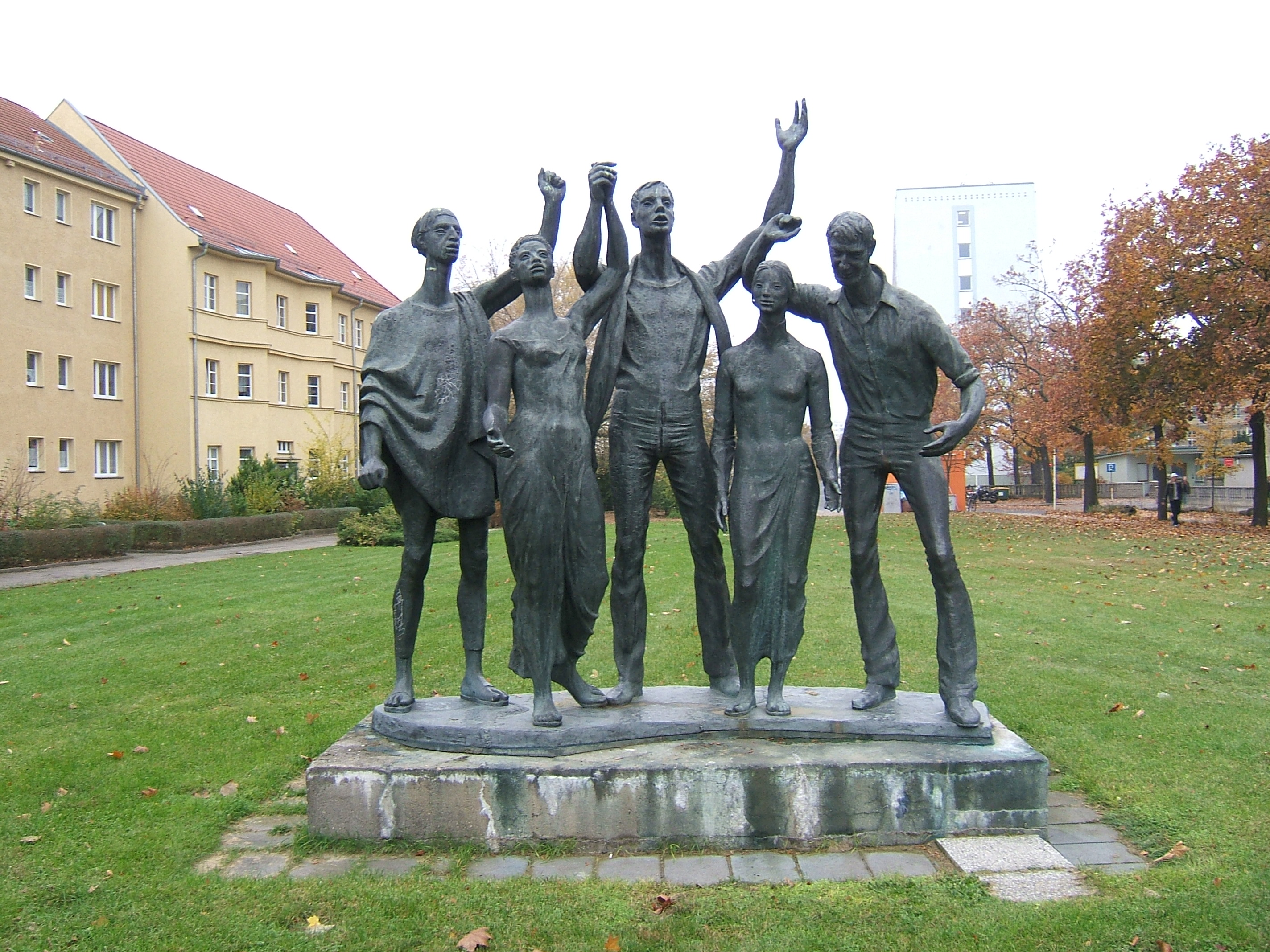
„Jugend der Welt“ Berlin-Karlshorst
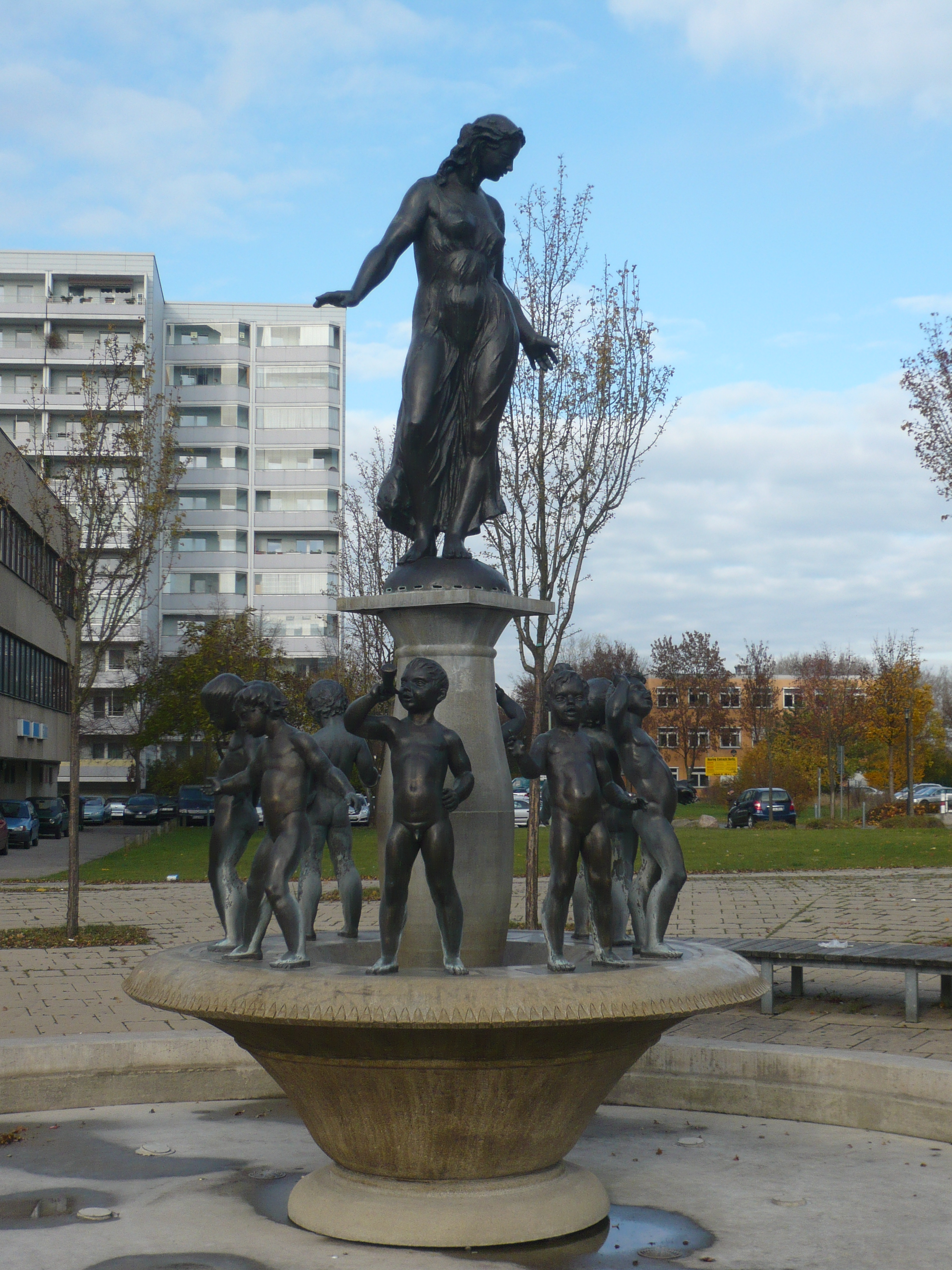
„Brunnen der Jugend“ Berlin-Neu-Hohenschönhausen mit Figuren von Senta Baldamus
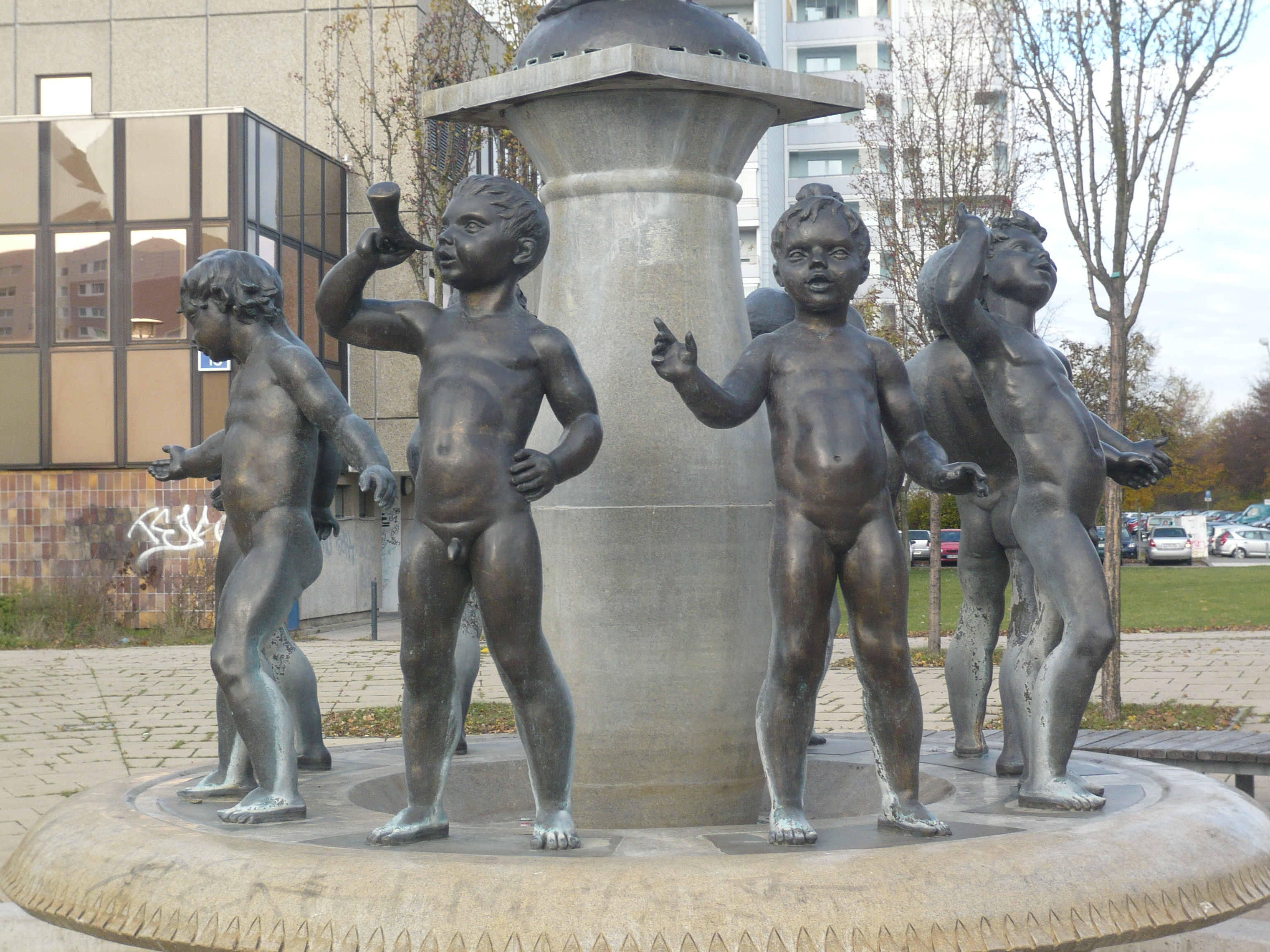
Kinderfiguren am „Brunnen der Jugend“
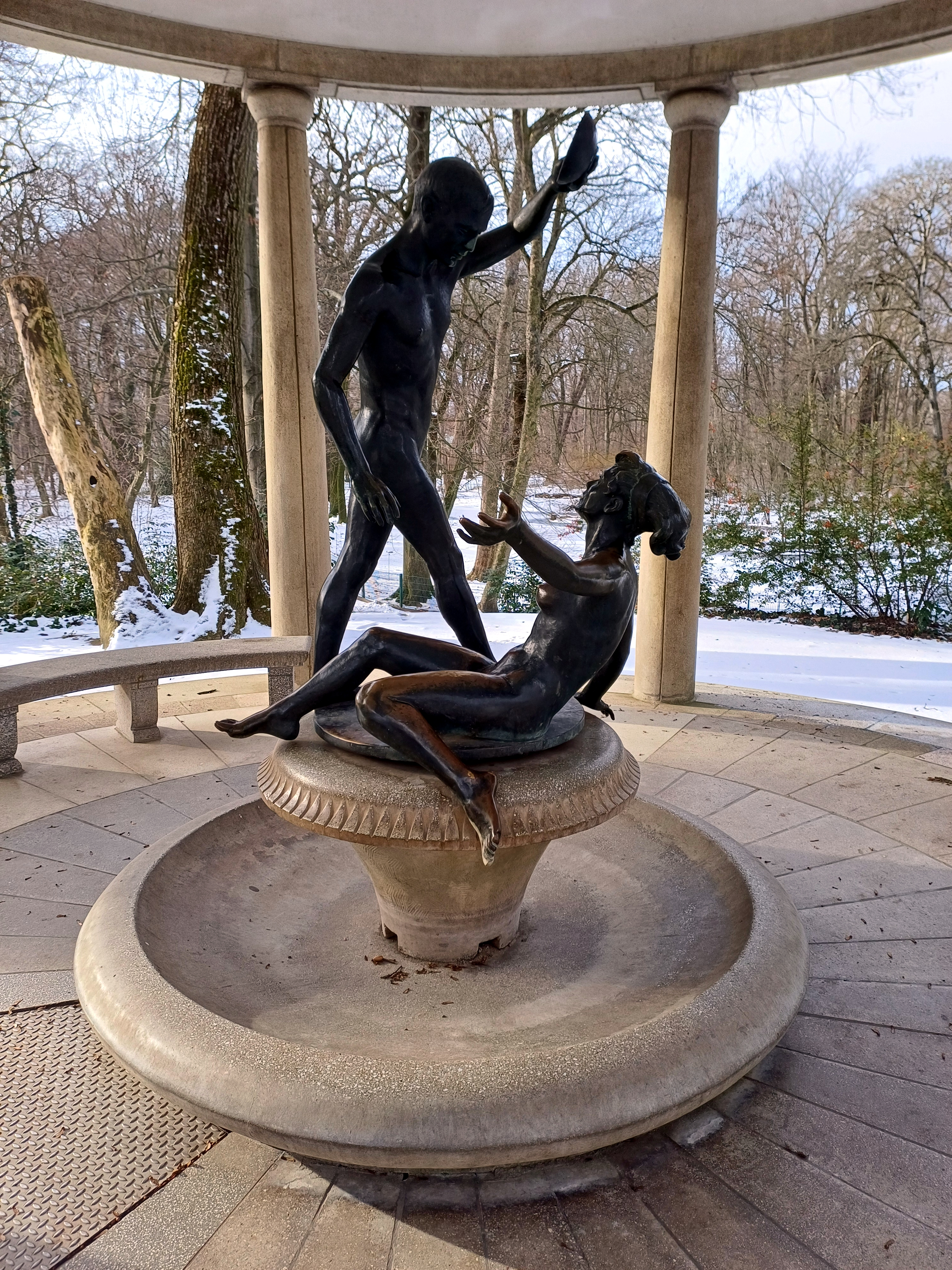
"Frühling" Tierpark Berlin
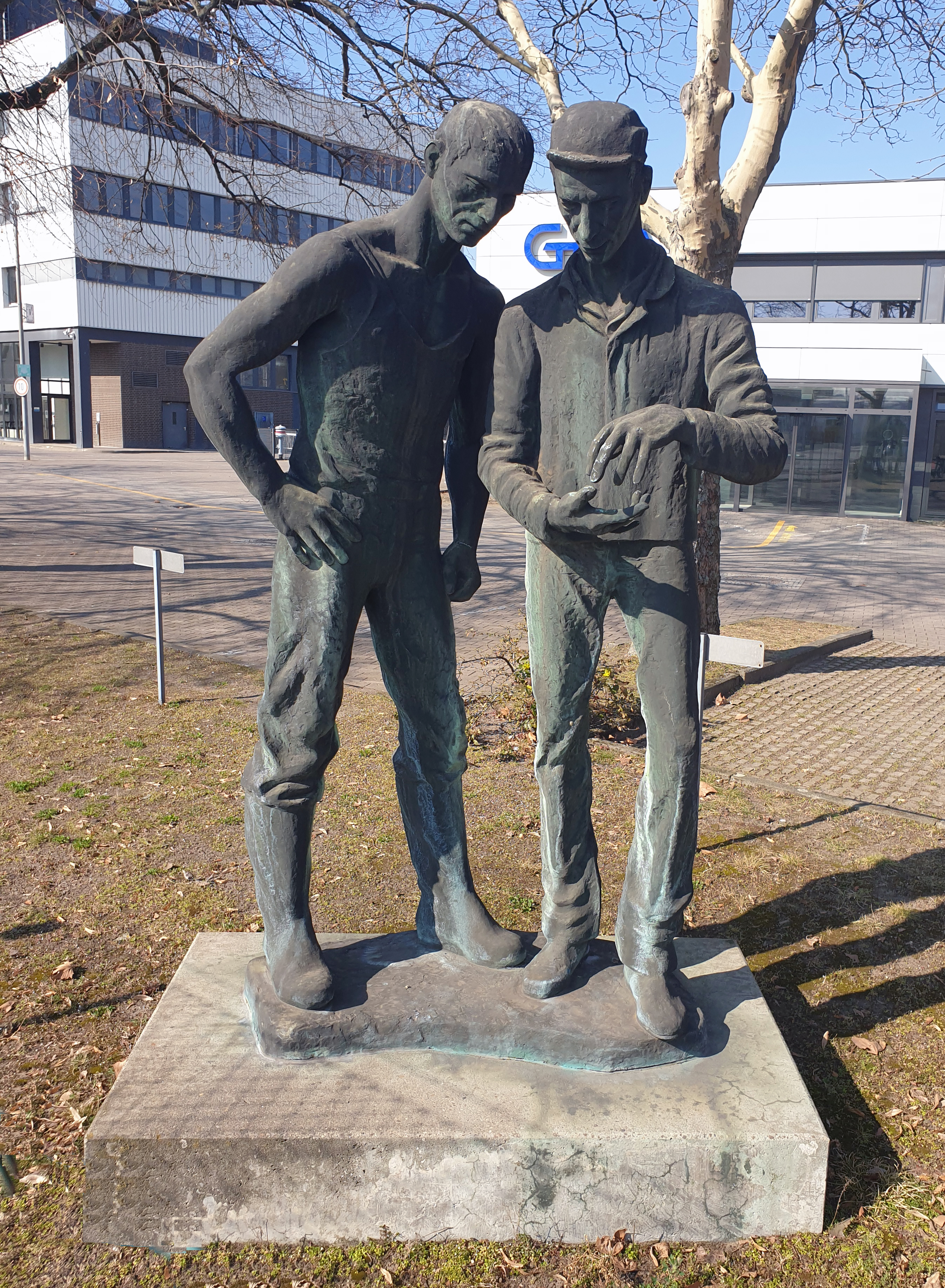
"Arbeitergespräch", 1981, Berlin-Borsigwalde

Geschichte des Brunnens der Jugend
Die Stadtverwaltung von Schwerin gab im Jahr 1975 bei Senta Baldamus einen Brunnen der Jugend in Auftrag, der auf dem Schweriner Marktplatz aufgestellt werden sollte. Die Künstlerin fertigte einen Entwurf des von ihr als krönender Abschluss ihres bisherigen künstlerischen Schaffens betrachteten Werkes: Eine Mutterfigur in fließenden Gewändern als Sockelskulptur wird von acht spielenden Kindern umgeben. Die an barocke Darstellungen erinnernde Figurengruppe sollte inmitten einer großen steinernen Wasserschale stehen. Bis einige Zeit nach der Wende entstanden die ersten vier Bronzeskulpturen, darunter auch die zentrale 2,00 m hohe Frauengestalt, und wurden in einem Schuppen in Schwerin zwischengelagert. Durch die neue Funktion der Stadt Schwerin als Hauptstadt des Landes Mecklenburg-Vorpommern wurde das Projekt Marktbrunnen zuerst stillgelegt und schließlich aufgegeben, weil das ursprünglich eingeplante Geld nun für andere Aufgaben benötigt wurde. Senta Baldamus wandte sich daraufhin an die Interessengemeinschaft Partner für Berlin, um sowohl neue Geldgeber als auch neue Interessenten für die Aufstellung des Brunnens zu gewinnen:

„Als Berlinerin wäre mir Berlin natürlich am liebsten. […] Ich kann mir als Standort den Platz vor einem öffentlichen Gebäude, einen Innenhof oder einen Park vorstellen. Aber auch gegen eine andere Stadt hätte ich nichts einzuwenden. Hauptsache, der Brunnen wird überhaupt fertig. […] Ich bin sehr zäh. Wenn ich an einer Sache hänge, kämpfe ich bis zum letzten.“

Die Berliner Marketinggesellschaft gewann das Bezirksamt Lichtenberg-Hohenschönhausen als neuen Eigentümer des gesamten Brunnenprojektes. Im Einkaufszentrum Linden-Center in Berlin-Neu-Hohenschönhausen wurden im Februar 1998 die bis dahin fertigen Figuren und die Projektskizze ausgestellt. Eine gleichzeitige Ausstellung über Senta Baldamus, bei deren Eröffnung die Künstlerin selbst anwesend war, machte das Anliegen und das gesamte bisherige Schaffen einer breiten Öffentlichkeit bekannt. Als Bauherr und Träger für den Brunnen konnten schließlich die Stiftung Sozialpädagogisches Institut Berlin gewonnen und rund 600.000 Euro aus dem Senats-Förderprogramm „Wohnumfeldverbesserung 99“ bereitgestellt werden. Eine Metallwerkstatt führte den Guss der bisher nur als Gipsmodelle vorliegenden restlichen 1,20 m großen Kinderfiguren für rund 40.000 Euro aus und der Steinmetzbetrieb Buchholzer Naturstein fertigte die zwölf Tonnen schwere Brunnenschale aus Granit mit einem Durchmesser von drei Metern. Im September 2002 waren alle Teile des Brunnens der Jugend fertig. Sie fanden auf dem neu angelegten Stadtplatz Wartenberger- / Wustrower Straße einen repräsentativen Standort.

## Ausstellungen (unvollständig)
- 1969: Halle, Bezirkskunstausstellung
- 1967, 1975 und 1980: Berlin, Treptower Park („Plastik und Blumen“)
- 1977: Leipzig, Messehaus am Markt („Kunst und Sport“)